# 道金
道金是一家克罗地亚重型设备制造公司，于1992年成立。总部和主要生产基地位于萨格勒布，部分产品已迁往斯卢尼生产。
该公司的产品包括电动汽车、无人驾驶汽车和机器人。汽车的电动机主要由总部位于普拉的特马公司提供。
汽车部门是在2010年推出电动汽车 Dok-Ing XD 后成立的。2015年，作为欧洲项目 Civitas Dyn@mo 的一部分，该公司为科普里夫尼察市生产了两辆电动公交车。在随后的一年里，推出了一款多功能通勤车辆 TOM TOM。同年，该公司推出了名为“Core”的电动滑板车的系列，其中800辆于2017年出口到西班牙、墨西哥、法国、意大利和马耳他。该公司还推出了一系列名为“Leo”的电动自行车。2017年，该公司发布了一款名为YD的新型电动汽车，预计续航里程为300-400公里。

## 外部連結
- 官方網站 （页面存档备份，存于）